# Dassault Mirage G
Dassault Mirage G byl prototyp francouzského dvoumotorového bojového letounu s měnitelnou geometrií křídel vyrobený firmou Dassault Aviation v polovině 60. let. Letoun byl dále vyvinut do dvoumotorových variant víceúčelového bojového letounu Mirage G4 a G8 schopných jak záchytných akcí, tak jaderného úderu. I přesto, že byly postaveny a zalétany prototypy, byl celý program v 70. letech ukončen, aniž by se letadla dostala do sériové výroby.
Letoun Mirage G8-01 je k vidění v muzeu letectví a kosmonautiky Le Bourget poblíž Paříže.

## Specifikace (Mirage G8-02)

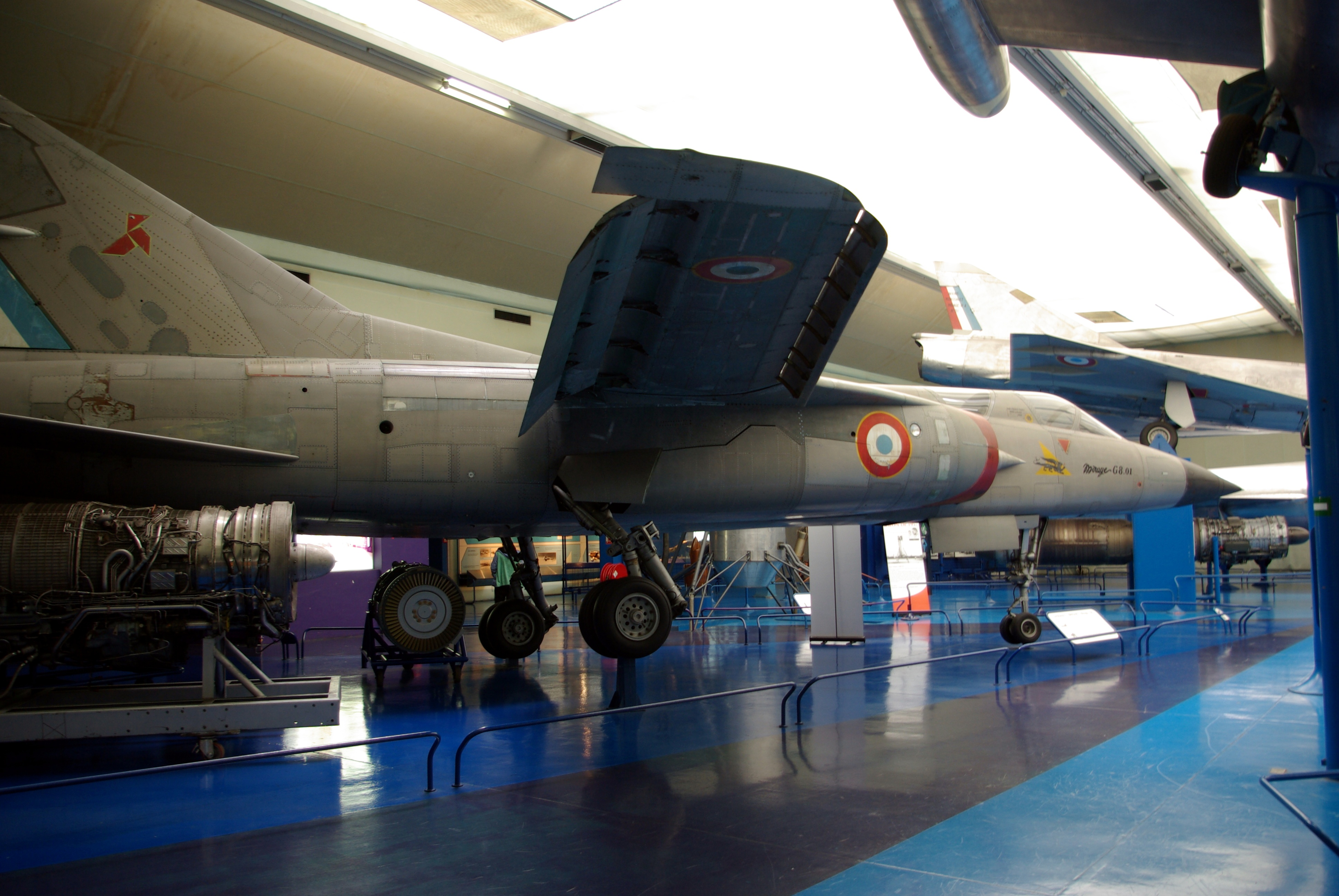
G8-01 v Musée de l'Air et de l'Espace

### Technické údaje
- Posádka: 1
- Délka: 18,8 m
- Rozpětí:
  - Rozložené: 15,4 m
  - Složené: 8,7 m
- Výška: 5,35 m
- Hmotnost (prázdný): 14 740 kg
- Maximální vzletová hmotnost: 23 800 kg
- Pohonná jednotka: 1× proudový motor SNECMA Atar 9K50 s přídavným spalováním
  - Suchý tah: 49,03 kN
  - Tah s forsáží: 70,6 kN

### Výkony
- Maximální rychlost: Mach 2,2 (~2 400 km/h)
- Dolet: 3 850 km
- Dostup: 18 500 m